# 1587 en arts plastiques
| Années des arts plastiques : 1584 - 1585 - 1586 - 1587 - 1588 - 1589 - 1590    |
| Décennies des arts plastiques : 1550 - 1560 - 1570 - 1580 - 1590 - 1600 - 1610 |

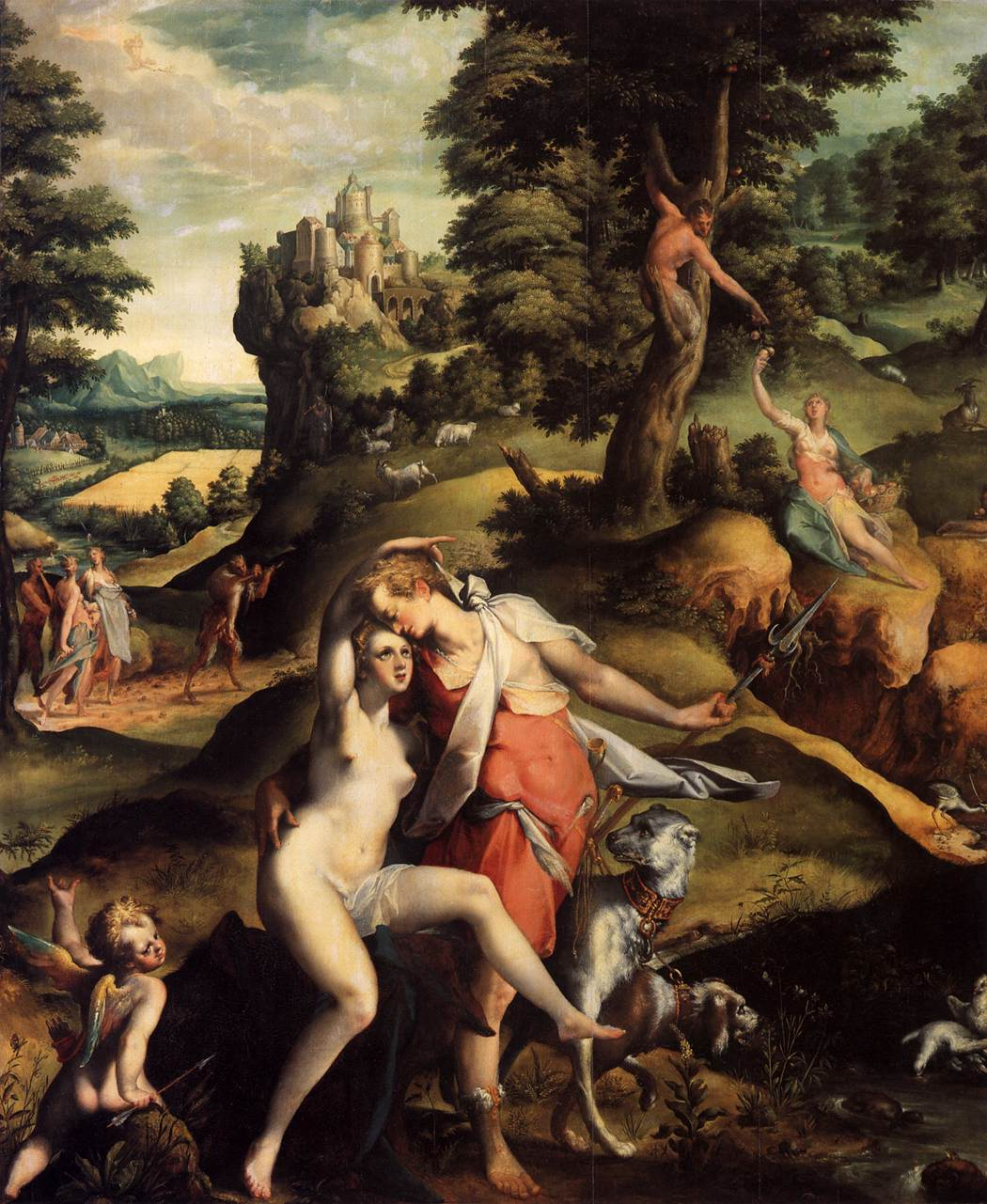
Venus et Adonis, peinture de Bartholomeus Spranger.

Cette page concerne l'année 1587 en arts plastiques.

## Événements
- 14 février : Theunis Wypart, peintre-verrier à Liège, reçoit du prince-évêque de Liège, Ernest de Bavière, 70 florins pour l'exécution d'une verrière destinée à l'abbaye de Robermont et 120 florins pour une verrière destinée à l'église Saint-Servais.

## Naissances
- 17 janvier : Alexander Adriaenssen, peintre néerlandais (° 30 octobre 1661),
- 15 février : Bartolomeo Cavarozzi, peintre italien († 21 septembre 1625),
- 17 mai : Esaias van de Velde l'Ancien, graveur aquafortiste néerlandais († 18 novembre 1630),
- ? :
  - Francesco Allegrini da Gubbio, peintre baroque italien († 1663),
  - Martin Hermann Faber, peintre, architecte et cartographe allemand († 13 avril 1648),
  - Joris van Schooten, peintre néerlandais († 1651).

## Décès
- 3 mars : Vincenzo de' Rossi, sculpteur italien de l'école florentine (° 1525),
- 28 mai : Jacques Patin, peintre et graveur français (° 1532),
- ? :
  - Annibale Fontana, sculpteur et médailleur italien (° 1540),
  - Mo Shilong, peintre chinois (° 1539),
  - Benedetto Nucci, peintre italien (° 1515),
- Après 1587 :
- Catharina van Hemessen, peintre flamande  (° 1528).